# Overton (Nebraska)
Overton és una població dels Estats Units a l'estat de Nebraska. Segons el cens del 2000 tenia 646 habitants.

## Demografia
Segons el cens del 2000, Overton tenia 646 habitants, 254 habitatges, i 175 famílies. La densitat de població era de 461,9 habitants per km².
Dels 254 habitatges en un 33,9% hi vivien nens de menys de 18 anys, en un 56,7% hi vivien parelles casades, en un 7,5% dones solteres, i en un 31,1% no eren unitats familiars. En el 28% dels habitatges hi vivien persones soles el 12,2% de les quals corresponia a persones de 65 anys o més que vivien soles. El nombre mitjà de persones vivint en cada habitatge era de 2,54 i el nombre mitjà de persones que vivien en cada família era de 3,13.
Per edats la població es repartia de la següent manera: un 29,4% tenia menys de 18 anys, un 7,7% entre 18 i 24, un 28,2% entre 25 i 44, un 20,3% de 45 a 60 i un 14,4% 65 anys o més.
L'edat mediana era de 36 anys. Per cada 100 dones de 18 o més anys hi havia 105,4 homes.
La renda mediana per habitatge era de 31.389 $ i la renda mediana per família de 38.194 $. Els homes tenien una renda mediana de 27.102 $ mentre que les dones 17.188 $. La renda per capita de la població era de 14.941 $. Aproximadament el 9,7% de les famílies i el 12,7% de la població estaven per davall del llindar de pobresa.

## Poblacions més properes
El següent diagrama mostra les poblacions més properes.